# Availles-en-Châtellerault
Availles-en-Châtellerault è un comune francese di 1 638 abitanti situato nel dipartimento della Vienne nella regione della Nuova Aquitania.

## Società

### Evoluzione demografica
Abitanti censiti